# Área metropolitana del Suroccidente de Colombia
El Área metropolitana Suroccidente de Colombia es una conurbación colombiana integrada por su municipio núcleo Santiago de Cali, y por los municipios de Jamundí y Puerto Tejada. Con 2.505.573 habitantes es la segunda área metropolitana oficial en población e importancia a nivel nacional después de Área metropolitana del Valle de Aburrá.
El área metropolitana se encuentra ubicada con municipios de la Subregión sur del Departamento del Valle del Cauca y en algunos municipios de la Subregión norte del Departamento del Cauca. En esta región del Área metropolitana tanto como en la cabecera principal o como en los municipios se puede encontrar parques naturales, minas de oro, carbón, petróleo, la agricultura, el sector primario, la industria el comercio y la caña de azúcar entre otros actividades económicas incluyendo transporte e infraestructura o biodiversidad, turismo y ecoturismo entre otros.

## Composición
La conurbación está integrada por los siguientes municipios:

#### Santiago de Cali
Es la capital del departamento de Valle del Cauca en Colombia y la tercera ciudad más poblada del país (2023). Como capital departamental, alberga las sedes de la Gobernación del Valle del Cauca, la Asamblea Departamental, el Tribunal Departamental, la Fiscalía General, Instituciones y Organismos del Estado; también es la sede de empresas oficiales como la municipal EMCALI.
Santiago de Cali fue fundada en 1536 y aunque es una de las ciudades más antiguas de América, solamente hasta la década de 1930 se aceleró su desarrollo hasta convertirse en uno de los principales centros económicos e industriales del país y el principal centro urbano, cultural, económico, industrial y agrario del suroccidente colombiano.
La mayoría del área urbana de la ciudad es plana con una elevación promedia de 1000 m s. n. m.. Cali se sitúa además en un punto neurálgico y estratégico: hacia el occidente (aproximadamente 100 km) se conecta con el puerto de Buenaventura sobre el litoral pacífico, y al noreste el centro industrial de Yumbo con el que conforma el Área Metropolitana de Cali. La ciudad es paso además de la Vía Panamericana y por ende paso obligado desde Colombia hacia Ecuador.

#### Jamundí
Es uno de los 42 municipios colombianos que conforman el departamento del Valle del Cauca, localizado en la región sur del departamento dentro del Área metropolitana de Cali. Según el censo de 2.012 tiene119.532 habitantes, Ubicado en la ribera occidental del río Cauca y entre la Cordillera Occidental y la Cordillera Central.
Fundada cuatro meses antes que Cali, se le dio este nombre en homenaje al cacique Jamundí. Se ubica en el sur de Cali, y se encuentra en un punto estratégico de Los Farallones de Cali.

## Geografía
Farallones de Cali:
Jamundi hace parte del Área metropolitana de Cali, en su entorno geográfico y alrededores, se encuentran montañas que están sobre los 4.000 msnm de los farallones de Cali, es uno de los principales parques Naturales de Colombia.
Los Farallones de Cali son las formaciones rocosas de mayor altura de la cordillera occidental Colombiana con 4100 m s. n. m. En los bosques circundantes nacen varios ríos que, además de suministrar agua, sirven para generar electricidad en la ciudad de Cali y otras poblaciones del Valle del Cauca.
En la región se encuentra el parque nacional natural Farallones de Cali que se extiende por 205 266 ha, ocupando parte de los municipios de Cali, Jamundí, Dagua y Buenaventura, en el Departamento del Valle del Cauca. La temperatura va desde los 25 °C en el piedemonte tropical hasta 5 °C en los páramos.
Actualmente en el Parque habita un grupo de indígenas cholos del grupo chocó (Emberas), que ocupa las partes bajas de los ríos que desembocan en el Pacífico.
Zonas ecológicas
Se encuentran diversos ecosistemas como la selva húmeda, el bosque tropical y el páramo.
Fauna

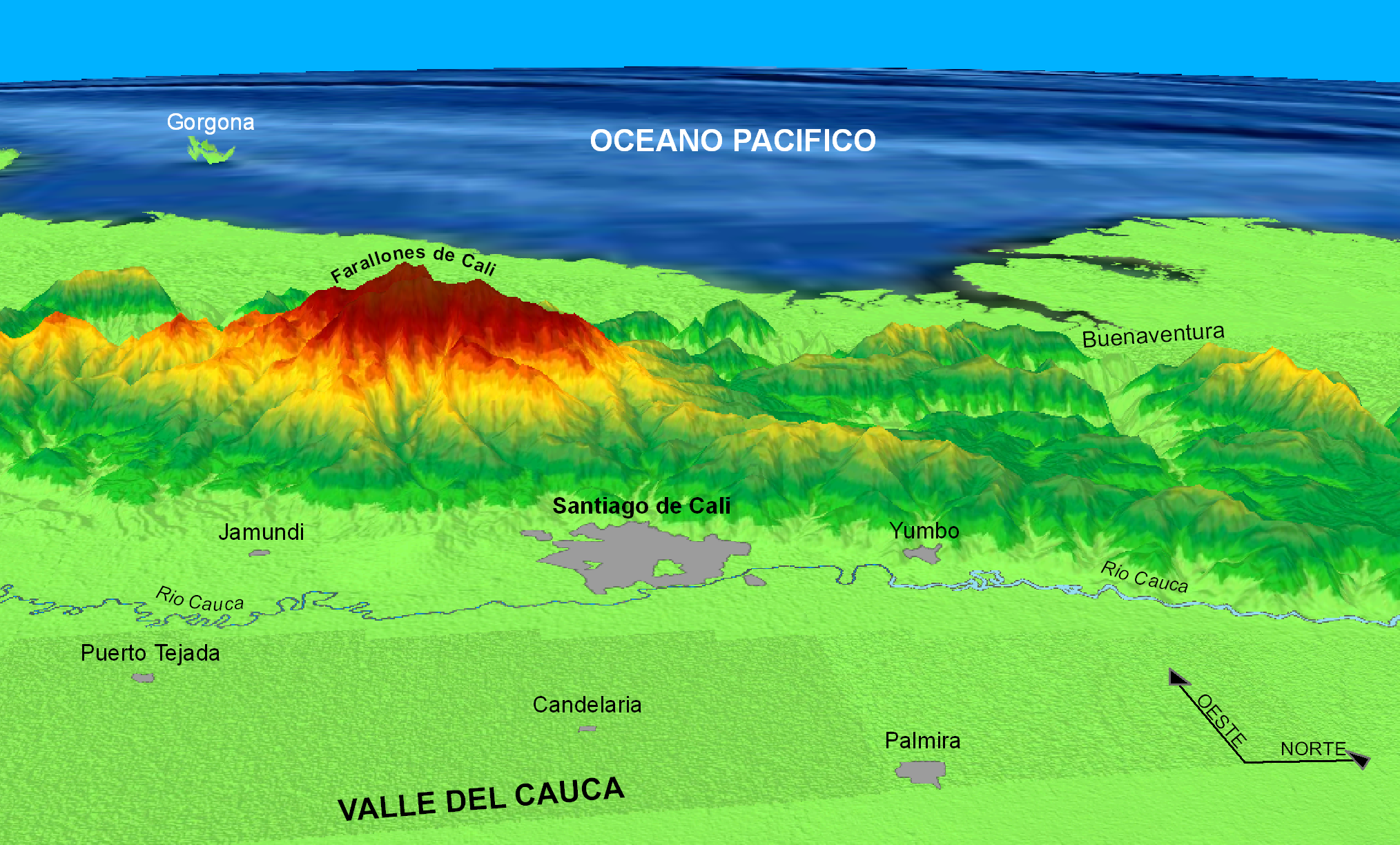
Farallones de Cali y el Valle del Cauca vistos desde el Oriente

En sus diferentes regiones se encuentran varias especies de mamíferos entre los que se destacan los osos de anteojos y hormigueros, ardillas, zorros, pumas, marsupiales y murciélagos.
Se cuentan cinco especies de primates:
- mico manicero
- mono colorado
- chongo
- marteja o mico de noche
- marimonda

Los conocedores del parque natural estiman que deben haber unas 600 especies de aves, entre las que citamos:
- barranquero
- águila solitaria
- gallito de roca
- vencejo cuelliblanco
- tráupida
- paloma.

Vegetación:

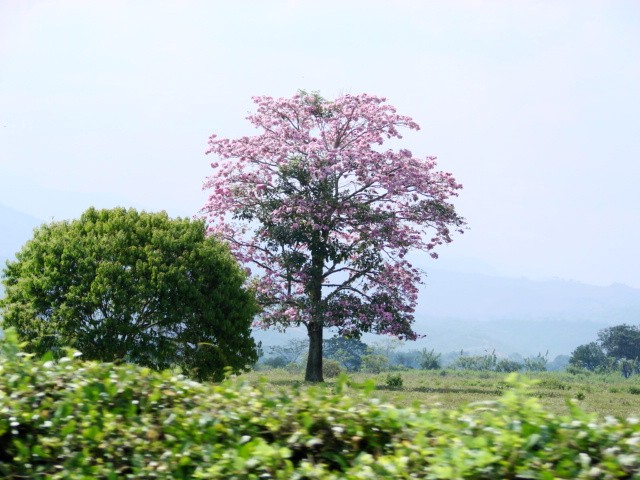
Paisaje en Jamundí.

En la pendiente occidental, entre los 200 y los 1000 m s. n. m., se encuentra la selva húmeda con árboles de hasta de 40 m de altura. Debajo de estos árboles crecen hierbas de gran porte, lianas y bejucos leñosos, y plantas epifitas. Algunas especies características son cargadera, guabo dormilón, cacao silvestre y el sirpo. Entre las palmas de este bosque se destacan el taparín, barrigona o pambil y cumbi.
En el piso térmico templado, entre los 1000 y los 2000 m s. n. m., los bosques son similares a los de piso cálido. Las especies arbóreas más representativas son: roble, sapote de monte, media cara, encenillo, azuceno, yarumo blanco, carbón y balso.
El bioma de piso térmico frío, entre 2400 y 3600 m s. n. m., posee un estrato de plantas epifitas abundante.
Por encima de los 3600 m s. n. m. se inicia el páramo que, en esta caso, resulta muy característico por la ausencia de frailejones. Entre los endemismos propios de los Farallones figura una violeta silvestre.
Sitios de Interés:
El Topacio

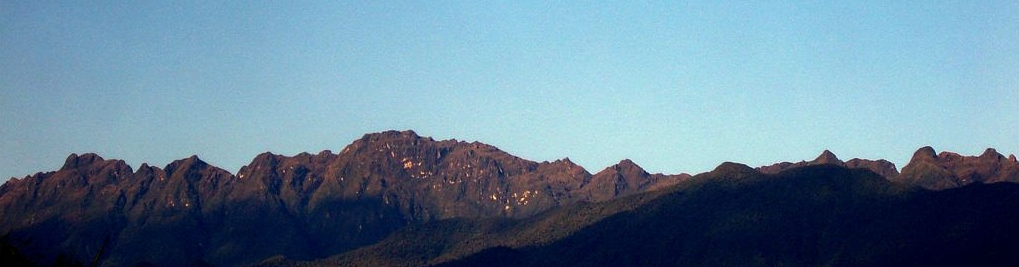
Panorámica Farallones de Cali

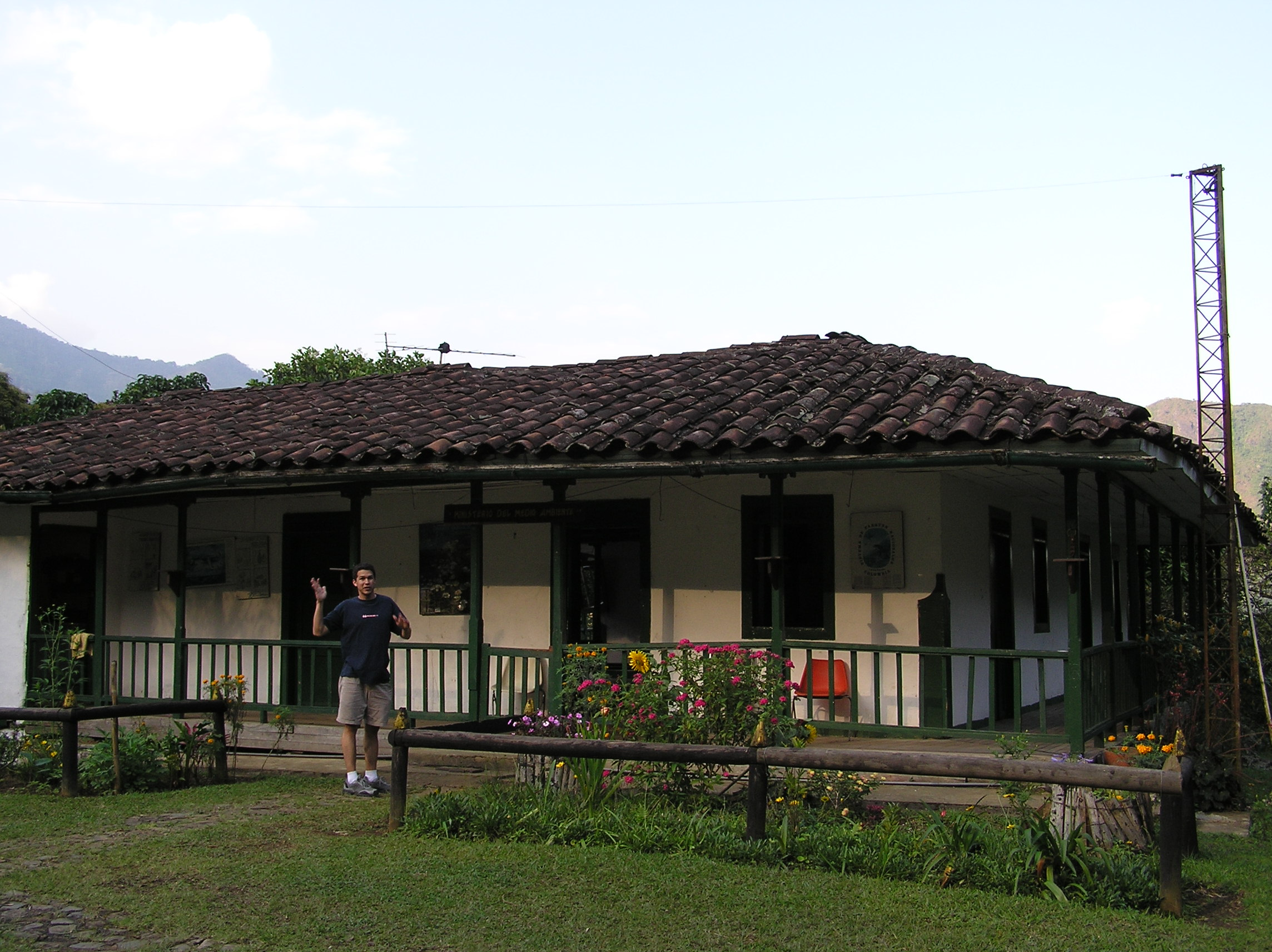
Casa Guardabosques - El Topacio

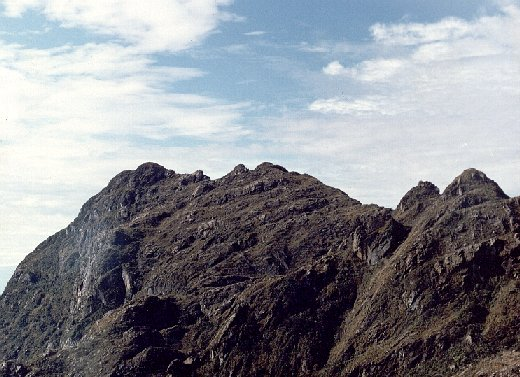
Punta Pance desde el noreste

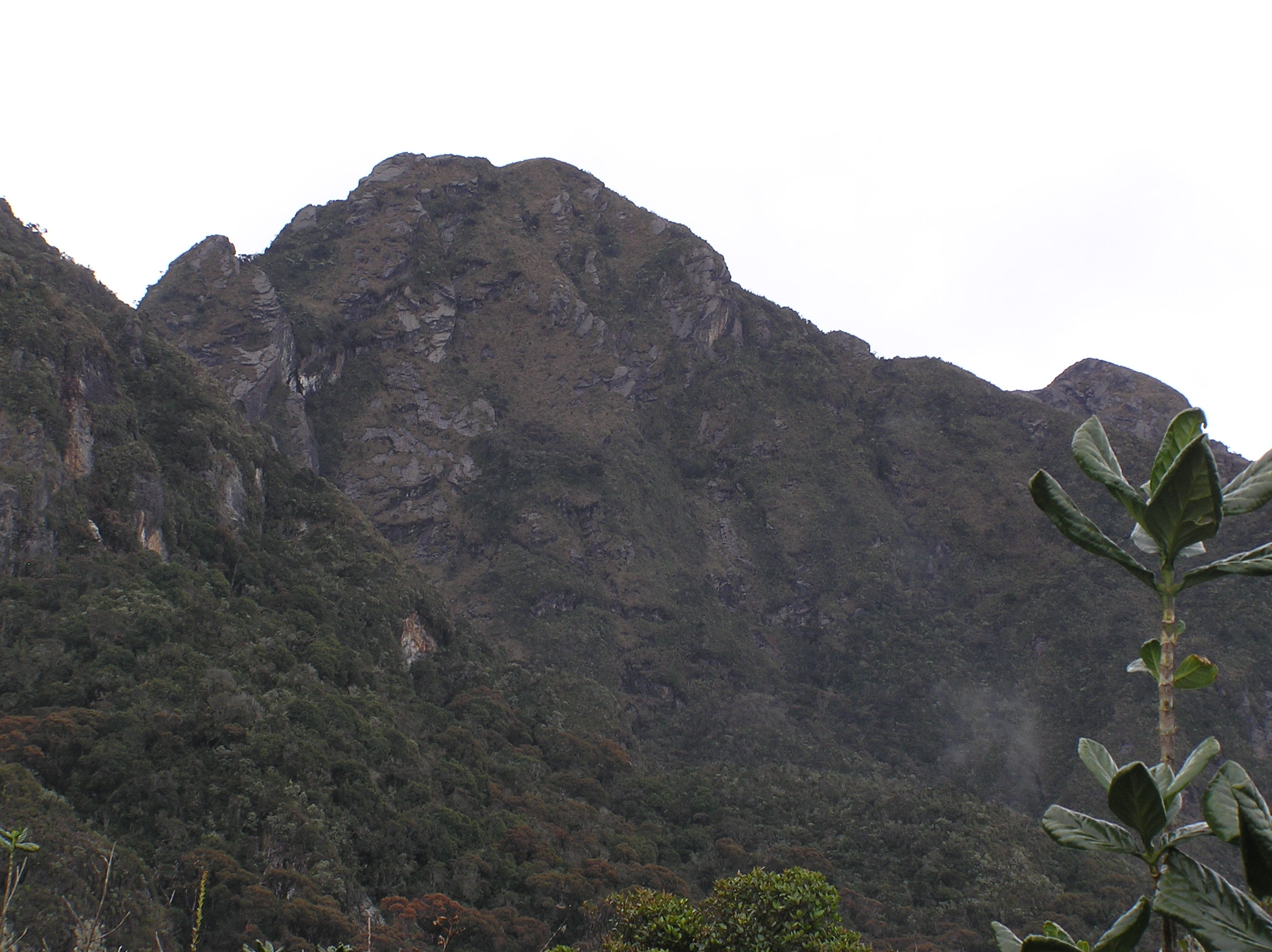
Punta Pance desde el sureste

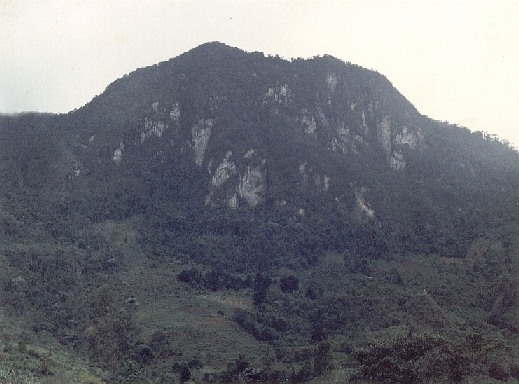
Peñas Blancas

Acampadero muy cercano al pueblo Pance. Para pasar la noche en una tienda se necesita de un permiso del Ministerio del Medio Ambiente. La zona de parqueo es muy limitada. Cuenta con los servicios básicos, incluyendo una radio estación en la casa del guardabosques. Desde el Topacio se pueden visitar dos cascadas.

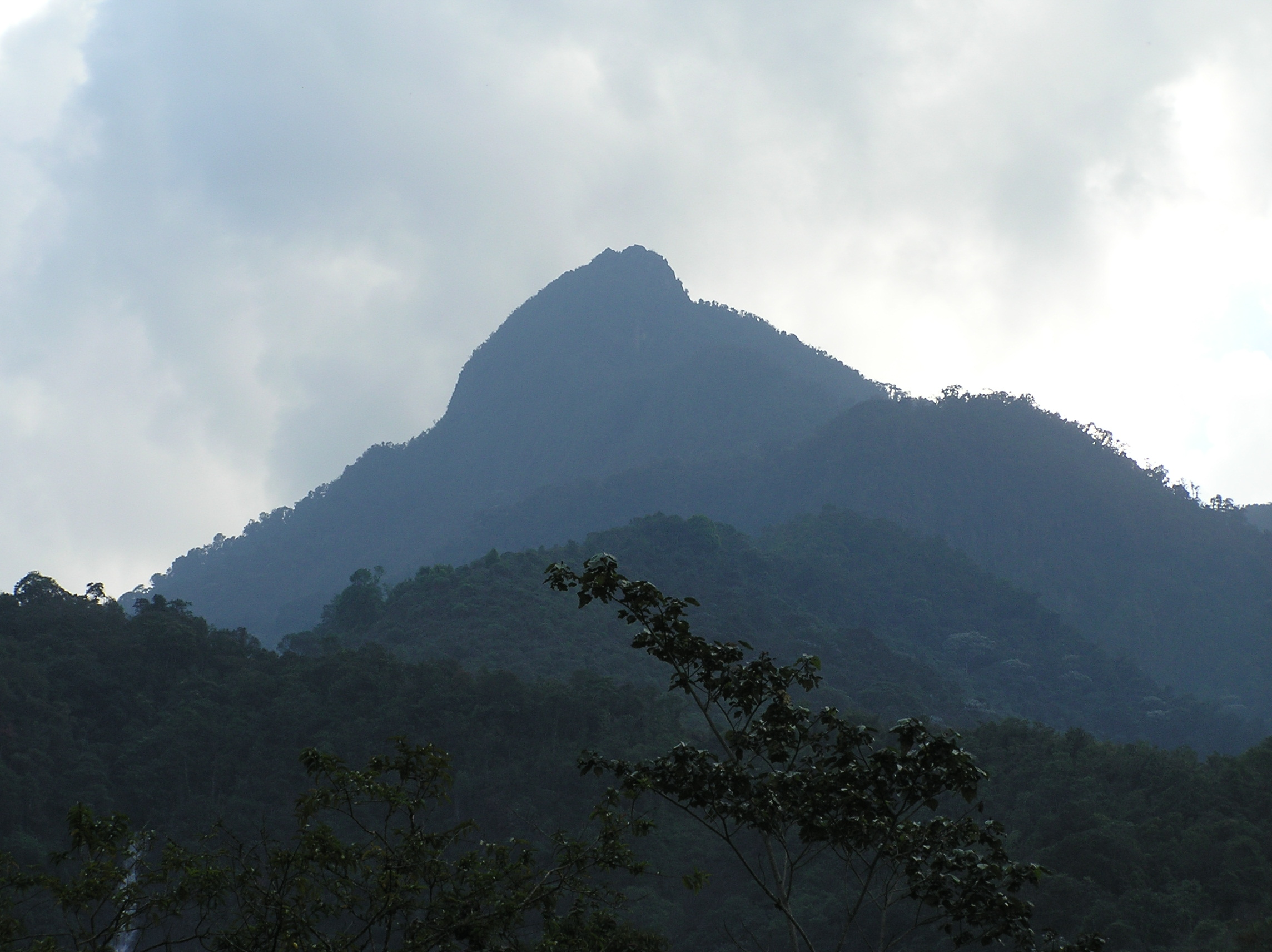
Pico de Loro
El sendero inicia en el Topacio. El ascenso puede tomar varias horas dependiendo del montañista. En su cima se ve parte de la ciudad de Cali, el río Cauca y su Valle. No hay acampadero en la cima, en la subida hay varios manantiales.
Punta Pance
Con 4100 m s. n. m. es una travesía que puede tomar uno o dos días, recomendable para los que tengan más experiencia como caminantes. En la cima hay una vista única de la región. En días despejados se ve hacia el occidente el océano Pacífico y el puerto de Buenaventura (en días realmente claros se pueden ver las embarcaciones más grandes); hacia el oriente se ve Cali, el río Cauca y su Valle, y eventualmente la Cordillera Central con el Nevado del Huila sobresaliendo; en el suroeste se puede ver el Cerro Naya, para el lado noroeste se ve el Cerro Calima.
Se puede acampar en el sitio conocido como "Balcones" el cual tiene un manantial y zonas amplias para albergar unas 5-10 carpas. Otra posibilidad es subir un poco más y acampar en las Lagunas de Punta Pance.
Alto del Buey
Su ascenso se hace desde la entrada a Peñas Blancas y puede tomar todo un día por un camino en buen estado. Desde la cima se ve Buenaventura y Parte de la ciudad de Cali. La zona de acampar es limitada no permitiendo más de 2 o 3 tiendas.
Lagunas del alto del Buey
Es algo tortuosa la bajada desde el alto del Buey, pero a veces necesaria ante la falta de agua en la cima. Desde arriba las lagunas se ven mucho más grandes de lo que son en realidad. No olvide siempre ir con guía.
Valle de los Osos

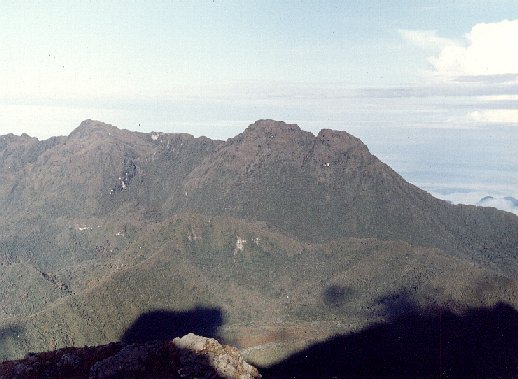
Macizo Cajambres y Valle de los Osos

Accesible desde el filo montañoso al norte de Punta Pance y hacia el lado occidental, hay un río y se ve que ha habido alteración del paisaje por parte del hombre. Se ubica entre el filo de punta pance y el Macizo Cajambres
Macizo Cajambres
Hacia el Occidente de Punta Pance, después de pasar el Valle de los Osos. Se nota algo de erosión en sus laderas orientales.

## Demografía del área metropolitana
La población del Área metropolitana del Suroccidente de Colombia es de 2.505.573 habitantes.
| Cali                                                                   | 619   | 2.280.522 |
| Jamundí                                                                | 577   | 180.917   |
| Puerto Tejada                                                          | 368   | 44.134    |
| Total                                                                  | 1.564 | 2.505.573 |
| Censo Poblacional y de Vivienda realizado por el DANE para el año 2018 |       |           |

## Rutas para caminantes y ecoturistas

### Travesía

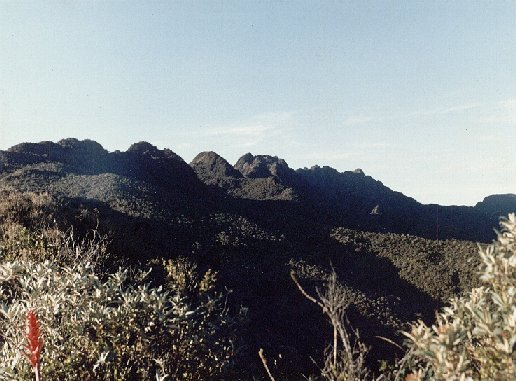
Farallones de Cali

Varios grupos de montañistas de la región la han hecho. Puede tomar unos 3-5 días. Hay algunos pasos de complicación intermedia donde la cuerda puede ser útil.
Aunque se puede caminar sentido norte-sur o sur-norte, la primera ruta es la más recomendable para evitar el desgaste innecesario de subir a Punta Pance. En la ruta norte-sur se sube por la entrada a Peñas Blancas hasta el Alto del Buey y se continúa por el filo de la cordillera teniendo cuidado de no caer en los caminos que bajan a la vertiente oriental.
Antes de llegar al Alto del Buey es necesario llenar las botellas de agua pues es posible no encontrar agua limpia solo hasta la llegada a Punta Pance. Al final, la bajada de Punta Pance termina en el Pueblo Pance.

### Subida a pico de Loro
Desde Cali se va hasta la vorágine, prosiguiendo en la carretera destapada hasta el pueblo Pance. Poco antes de llegar al pueblo, uno toma el desvío a la izquierda indicado por una señal del parque nacional natural de los Farallones de Cali. Sube por una carretera un poco angosta hasta el topacio. Al llegar uno debe de presentarse ante el guardabosques y mostrarle el permiso del Ministerio del Ambiente. Desde el topacio hay que tomar una trocha bien marcada que conduce hasta una casa en estos momentos (julio de 2007) abandonada. Lo que en años pasados era un amplio potrero, que era la antesala para el ingreso al bosque, se ha ido reforestando ocultando la trocha en algunos sitios por lo que es recomendable estar atentos a algunas señales que los caminantes han ido dejando para poder llegar hasta lo que en otrora era la entrada al bosque. En el bosque se ha de seguir un camino que a veces se pierde entre la vegetación, pero el objetivo es claro, pues si se sigue subiendo por el camino más marcado se llegará al pico sin contratiempo. Es recomendable prestar especial atención al descenso, pues si no se está atento se puede tomar un camino alterno que es el que normalmente toman las personas que se han perdido en esta montaña el cual, en el mejor de los casos, hace que los excursionistas terminen en una vereda en la zona alta de Jamundí muy alejados de donde se comenzó la caminata.
En la cima el acampadero puede permitir una y quizás dos carpas pequeñas, aunque no hay agua. La naturaleza rocosa de la cima puede ser peligrosa para acampar en medio de tormentas eléctricas.
Una temporada muy interesante de estar en la cima es en septiembre octubre cuando la vista de la Vía Láctea en las noches y la caída de estrellas fugaces hace de la observación del cielo un espectáculo.

### Subida a Punta Pance

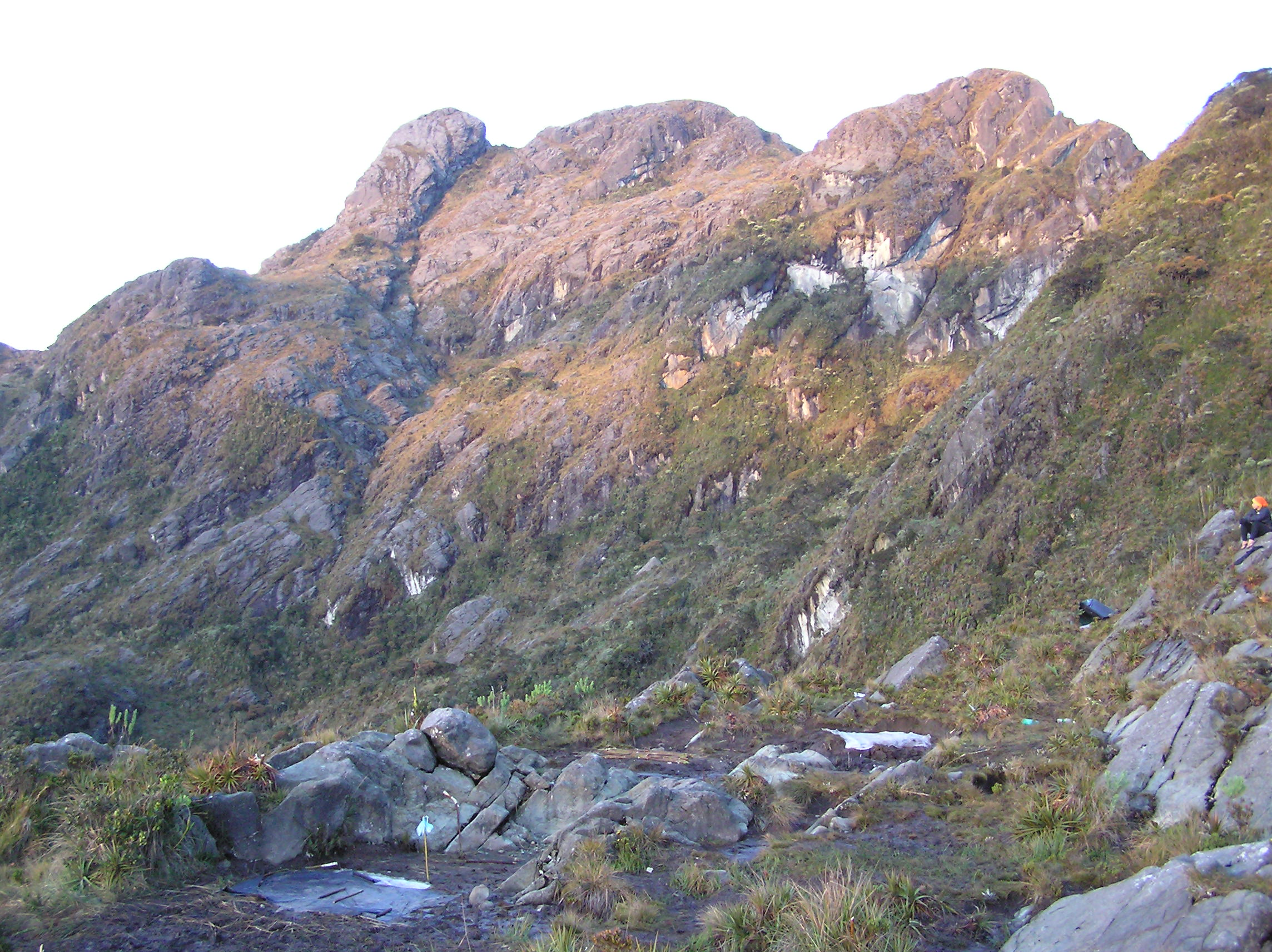
Acampadero "Balcones", al fondo pico "el cebú" o "elefantes"

Punta Pance es el mayor reto de los Farallones de Cali. Mucha gente llega a la cima en 2 días con jornadas de 6-8 h por día. Para los más experimentados, la cima puede ser alcanzada en una jornada larga. Es recomendable acampar en el sitio conocido como "Balcones", donde hay espacio para varias carpas y un manantial, además de la protección de rocas contra el viento frío de las montañas. Una vez en "Balcones", uno trata de alcanzar la cima al día siguiente. Caminando sobre la cima de los Farallones es fácil pues son puramente rocosos. Ya llegando a la cima uno se encuentra con unas lagunas y un acampadero. Desafortunadamente mucha gente acampa en este sitio y olvida bajar con ellos la basura. La cima es fácil de reconocer pues los caminantes han ido formando un corral de piedra. Este corral se suele utilizar como protección para los vientos que suelen presentarse en este sitio. En la cima la vista del valle del Cauca y de la costa Pacífica es espectacular. La Bahía de Buenaventura se puede ver en los días despejados. Los amaneceres son impresionanates si se observan cuando no se han formado las nubes sobra la selva del Pacífico.
La bajada no representa problema, a menos que el terreno este pesado y fangoso después de llover, lo cual es muy común en el Pacífico colombiano.

### Subida al alto del Buey
Se empieza por Peñas Blancas, que está al final de la carretera a Yanaconas y Pichindé. Ya que era una región minera, hay caminos de herradura que permiten una caminata confortable. Solamente al final, cuando uno debe subir al alto del Buey se desvía del camino principal para entrar a un camino algo difícil por lo estrecho y agreste. Hay espacio para dos o tres carpas pero no hay agua, esta se debe recoger poco antes de llegar a la cima en una cascada que pasa por el camino de herradura.